# Molise
O Molise (em italiano Molise) é uma região do sul da Itália com 300 mil habitantes e 4438 km², cuja capital e maior cidade é Campobasso. Tem limites ao norte com os Abruzos, a oeste com o Lácio, ao sul com a Campânia, a sudeste com a Apúlia e a nordeste com o Mar Adriático. É a região mais nova da Itália, tendo sido criada em 1963 ao ser emancipada da região Abruzzi e Molise. Sendo a penúltima região tanto em território quanto em população, possui apenas duas províncias, a de Campobasso e a de Isérnia que é a menor em população de todas as 120 províncias da Itália. As maiores cidades são Campobasso, Térmoli, Isérnia e Venafro.

## Geografia
Com apenas 4.438 km2 é a segunda menor região da Itália, maior apenas do Vale de Aosta, e cobre 1,47% do território nacional. É um pouco menor que o Distrito Federal do Brasil e que o Algarve. Seu litoral no Mar Adriático é de apenas 35 km com Térmoli sendo seu principal porto e localidade turística.

## Idiomas
O Molise linguisticamente é inserido no grupo de dialetos italianos meridionais, influenciado pela língua napolitana enquanto esta era a capital do Reino de Nápoles. No litoral do Molise existem duas minorias linguísticas, uma que fala o albanês (Campomarino, Montecilfone, Portocannone e Ururi) cujos falantes são chamados de Arbëreshë, e uma língua eslava meridional bem próxima ao croata (língua croata molisana) nas aldeias de Acquaviva Collecroce, Montemitro e San Felice del Molise. Antigamente a língua eslava do Molise era falada em diversas outras cidades, mas aos poucos foi dando espaço ao napolitano. Os albaneses e croatas eram refugiados católicos que emigraram dos balcãs com a invasão do Império Otomano e povoaram as aldeias que se encontravam destruídas após o terremoto de 1456.

## Administração
Esta região é composta das seguintes províncias:
- Campobasso (84 comunas)
- Isérnia (52 comunas)